# Campionati del mondo di ciclocross 2014 - Gara maschile Elite
La sessantacinquesima edizione della gara maschile Elite dei Campionati del mondo di ciclocross 2014 si svolse il 2 febbraio 2014 con partenza ed arrivo da Hoogerheide nei Paesi Bassi, su un circuito da ripetere 8 volte per un totale di 26,94 km. La vittoria fu appannaggio del ceco Zdeněk Štybar, il quale terminò la gara in 1h05'29", alla media di 24,68 km/h, precedendo i belgi Sven Nys e Kevin Pauwels terzo.
Partenza con 66 ciclisti provenienti da 21 nazioni, 42 completarono la gara.

## Squadre partecipanti
| N.    | Cod. | Squadra     |
| ----- | ---- | ----------- |
| 1-7   | BEL  | Belgio      |
| 10-13 | SUI  | Svizzera    |
| 14-19 | USA  | Stati Uniti |
| 20-4  | FRA  | Francia     |
| 25-26 | CAN  | Canada      |
| 27-33 | NLD  | Paesi Bassi |
| 36-41 | CZE  | Cechia      |
| 42-45 | GER  | Germania    |
| 46-50 | ITA  | Italia      |
| 54-55 | ESP  | Spagna      |
| 56-57 | JPN  | Giappone    |

| N.    | Cod. | Squadra       |
| ----- | ---- | ------------- |
| 58-59 | GBR  | Regno Unito   |
| 60    | LUX  | Lussemburgo   |
| 61-63 | SVK  | Slovacchia    |
| 64-65 | NZL  | Nuova Zelanda |
| 66    | AUS  | Australia     |
| 67-68 | NOR  | Norvegia      |
| 69    | POL  | Polonia       |
| 70    | DEN  | Danimarca     |
| 71-72 | SWE  | Svezia        |
| 73    | EST  | Estonia       |

## Classifica (Top 10)
| Pos. | Corridore         | Squadra     | Tempo    |
| ---- | ----------------- | ----------- | -------- |
| 1    | Zdeněk Štybar     | Cechia      | 1h05'29" |
| 2    | Sven Nys          | Belgio      | a 12"    |
| 3    | Kevin Pauwels     | Belgio      | a 40"    |
| 4    | Klaas Vantornout  | Belgio      | a 58"    |
| 5    | Tom Meeusen       | Belgio      | a 1'07"  |
| 6    | Lars van der Haar | Paesi Bassi | a 1'21"  |
| 7    | Rob Peeters       | Belgio      | a 1'42"  |
| 8    | Francis Mourey    | Francia     | a 1'52"  |
| 9    | Radomír Šimůnek   | Cechia      | a 2'03"  |
| 10   | Wietse Bosmans    | Belgio      | a 2'10"  |